# Arturo Checchi
Arturo Checchi (Fucecchio, 29 settembre 1886 – Perugia, 24 dicembre 1971) è stato un pittore italiano.

## Biografia
Iniziò dodicenne lo studio del disegno con un insegnante privato e nel 1902 frequentò per tre anni l'Accademia di belle arti di Firenze sotto la guida di Alfonso De Carolis.
Terminata l'Accademia iniziò l'attività di decoratore e proseguì gli studi di disegno fino alla scoppio della prima guerra mondiale, che lo costrinse al ritorno a Fucecchio.
Dopo la sua prima formazione artistica, compie un viaggio in Germania, dove conosce i pittori della Jugend e gli espressionisti.
Insegnò alle Accademie di Perugia (dal 1925, e dove sposò una sua allieva, Zena Fettucciari), di Brera (dal 1939) e Firenze (dal 1942 al 1961)

## Stile pittorico
Aderente al gusto pittorico toscano dell'epoca, Checchi fu tra i primi pittori ad orientarsi allo stile di Cézanne, che Vittorio Pica fece conoscere in Italia nel 1908 con la pubblicazione Gli Impressionisti francesi, «suggestionati dalla mirabile capacità di sintesi e dalla volontà del francese di creare astratte armonie di masse e di toni». La sua tavolozza risultava però anche arricchita da un'incisività coloristica attinta da Van Gogh e Gauguin.

## Opere in collezioni pubbliche
Sue opere sono conservate, oltre che in numerose collezione private, nelle seguenti collezioni pubbliche:
- Fondazione Montanelli Bassi di Fucecchio
- Museo Civico e Diocesano di Fucecchio
- Fondazione Cassa di Risparmio di San Miniato
- Galleria d'arte moderna di Roma
- Galleria d'arte moderna di Firenze
- Galleria d'arte moderna di Torino
- Galleria d'arte moderna di Milano[4]
- Gabinetto dei disegni e delle stampe degli Uffizi
- Gabinetto delle stampe di Roma
- Biblioteca nazionale di Firenze
- Biblioteca nazionale di Francia

Dal 1975 sono esposte a Vallombrosa due sculture: La sirena (1932) e Bimba al sole (1935).
A Perugia sono esposte Il violino (giardini di piazza Italia) e La chitarra (foyer del Teatro Morlacchi).

## Attività espositiva
Tenne svariate esposizioni personali a Firenze; partecipò alla Biennale di Venezia (nel 1926, 1928, 1932, 1934, 1936 e 1940), alle prime otto edizioni della Quadriennale di Roma e a collettive di grafica a Firenze, New York, Parigi, Varsavia, Riga.Fu inoltre presente all'Esposizione internazionale d'arte di Barcellona, indetta nel 1931 dal Sindacato nazionale Fascista. Noto anche come acquafortista e disegnatore, ha preso parte alla Mostra Internazionale della Grafica di Palazzo Strozzi del 1968-69 e pubblicato Immagini, 33 litografie originali, Fucecchio di allora, 44 acqueforti e xilografie giovanili, oltre ad altre incisioni.

## Premi e riconoscimenti
- Medaglia d'oro alla Internazionale di grafica a Palazzo Pitti (1927)
- Medaglia d'oro dal Centro internazionale per la cultura e per le arti di Montenero (1970)